# Meine wunderbare Familie in anderen Umständen
Meine wunderbare Familie in anderen Umständen ist ein deutscher Fernsehfilm von Karsten Wichniarz aus dem Jahr 2010. Es handelt sich um die siebte und letzte Episode der ZDF-Reihe Meine wunderbare Familie mit Tanja Wedhorn und Patrik Fichte in den Hauptrollen.

## Handlung
Die ehemalige Rudertrainerin Hanna Sander beginnt eine Ausbildung als Physiotherapeutin. Ihr Ehemann, der Barista Jan Kastner plant unterdessen ein Kulturcafé. Außerdem buhlen ein alter Freund von Schwiegervater Peter und ein Mitschüler Hannas um ihre Gunst.

## Hintergrund
Meine wunderbare Familie in anderen Umständen wurde vom 12. Juli 2009 bis zum 8. August 2009 in Berlin gedreht. Produziert wurde der Film von der UFA Fiction.

## Kritik
Rainer Tittelbach von tittelbach.tv beurteilte die Episode als „seichte Familienunterhaltung, wie sie offenbar immer noch Menschen sehen wollen. Der Film ist ein Hort der Gemeinplätze, gespielt im Serien-Witzelton aus der Kukident-Ära des Fernsehens, auf den Lippen der Protagonisten Trivial-Metaphern oder überpointierte Dialog-Monster, ausgeleuchtet wie eine Telenovela am Nachmittag.“ „Das Chaos der Familie wird nur behauptet. Kein Konflikt währt länger als einige Filmminuten.“ „Außerdem wird immer wieder ‚die Zeit für Veränderung‘ beschworen. Vor allem diesen guten Ratschlag sollten sich auch einmal die Drehbuchautoren zu Herzen nehmen!“
Die Kritiker der Fernsehzeitschrift TV Spielfilm zeigten mit dem Daumen zur Seite, vergaben für Humor und Spannung je einen von drei möglichen Punkten und resümierten: „Schrecklich seicht, aber nicht ohne Charme“.